# Courant alternatif
Pour les articles homonymes, voir Courant alternatif (revue).

Ce symbole se trouve sur les appareils qui nécessitent ou produisent du courant alternatif.

Le courant alternatif (qui peut être abrégé par CA) est un courant électrique périodique qui change de sens deux fois par période et qui transporte des quantités d'électricité alternativement égales dans un sens et dans l'autre. Un courant alternatif a donc une composante continue (valeur moyenne) nulle.
Un courant alternatif est caractérisé par sa fréquence, mesurée en hertz (Hz). La fréquence correspond au nombre de périodes du signal en une seconde (une oscillation = une période). Un courant alternatif de 50 Hz effectue cinquante oscillations par seconde, c'est-à-dire qu'il change cent fois de sens par seconde.
La forme la plus utilisée de courant alternatif est le courant sinusoïdal, essentiellement pour la distribution commerciale de l'énergie électrique. La fréquence utilisée est le plus souvent de 50 Hz sauf, par exemple, en Amérique du Nord où la fréquence est de 60 Hz.
Le courant alternatif (dont la valeur moyenne — composante continue — est nulle) peut alimenter un transformateur sans risque de saturation du circuit magnétique.

## Historique
En France, Lucien Gaulard invente le transformateur (brevet du 7 novembre 1882). La machine synchrone est inventée aux États-Unis par l'ingénieur Nikola Tesla (dépôt de brevets du 1er mai 1888). Ces deux inventions permettent de surmonter les limitations imposées par l'utilisation du courant continu pour la distribution de l'électricité alors préconisée par Thomas Edison qui avait déposé de nombreux brevets en rapport avec cette technique (et possédait des réseaux de distribution de courant continu).
Les avantages apportés par le transport et la distribution de l'énergie électrique par courants alternatifs sont indéniables. L'industriel George Westinghouse, détenteur des brevets, finit par l'imposer aux États-Unis.

## Avantages
Contrairement au courant continu, le courant alternatif peut avoir ses caractéristiques (tension et intensité) modifiées par un transformateur à enroulements tout en conservant la puissance transmise. Mais dès qu'il existe une composante continue non négligeable, un transformateur n'est plus adapté.
Grâce au transformateur, l'intensité du courant transporté par des réseaux de distribution haute tension étant plus faible, les pertes par effet Joule sont réduites, pour la même puissance instantanée p transportée. Par exemple, si on augmente la tension u d'un facteur 10, la valeur de l'intensité est divisée d'autant, puisque la valeur instantanée de la puissance vaut :
{\displaystyle P(t)=u(t)\times i(t)}.
Et en divisant par 10 l'intensité du courant transporté I, on divise par 100 les pertes dues à la résistance des câbles électriques, la puissance dissipée (en watts) dans une résistance étant proportionnelle au carré de l'intensité du courant :
{\displaystyle P=RI^{2}}.
Pour la distribution, on abaisse ensuite la tension afin de fournir une tension adaptée aux besoins de l'utilisateur.

## Courants alternatifs sinusoïdaux

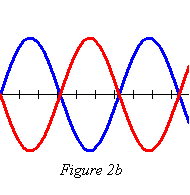
Exemple de signaux sinusoïdaux.

Un courant alternatif sinusoïdal est un signal sinusoïdal de grandeur homogène à un courant (exprimé en ampères). De façon stricte, sa composante continue doit être nulle pour le qualifier d'alternatif. La sinusoïde aura donc une valeur moyenne égale à zéro.

### D'un point de vue mathématique
La valeur instantanée de tension est décrite par une équation de type :
{\displaystyle u(t)=u_{0}\sin(\omega t)}
où :
- u0 est l'amplitude du signal, la tension de crête, en volts (V) ;
- ω est la pulsation du signal, en radians par seconde (rad⋅s-1), défini par ω = 2⋅π⋅ƒ = 2⋅π/T, ƒ étant la fréquence du signal en hertz (Hz), T étant la période du signal en secondes (s).

L'intensité du courant a une équation du type :
{\displaystyle i(t)=i_{0}\sin(\omega t+\varphi )}
où :
- i0 est l'amplitude du signal en ampères (A) ;
- φ est le déphasage, ou phase à l'origine, exprimé en radians.

De façon stricte, un courant alternatif sinusoïdal est autant de temps (T/2) positif que négatif, ce qui implique que sa composante continue soit nulle. La sinusoïde oscille donc de façon équilibrée autour de 0, impliquant des valeurs moyennes (mathématiquement) u et i nulles, et des valeurs efficaces (électriquement) de :
- {\displaystyle \mathrm {U} ={\frac {u_{0}}{\sqrt {2}}}} ;
- {\displaystyle \mathrm {I} ={\frac {i_{0}}{\sqrt {2}}}}.

On considère les deux signaux sur la figure ci-contre. On dit de ces deux signaux qu'ils sont identiques mais déphasés de π (une demi-période). Entre leurs deux équations, il y a donc seulement le déphasage (ou phase à l'origine) qui diffère.
En réalité, l'important est que la différence des phases à l'origine vaut φbleu – φrouge = kπ où k est un entier impair, puisqu'un tel déphasage (π radians correspondant à 180 degrés) correspond à un décalage d'un demi-tour sur le cercle trigonométrique. On associe donc à un signal, la valeur opposée de l'autre, car sin(x + k⋅π) = – sin(x). Quand le signal bleu est au maximum, le rouge est au minimum, et inversement. On remarque que les deux signaux sont opposés, c’est-à-dire symétriques par rapport à l'axe des abscisses.

## Systèmes de phase

### Monophasé
Le courant monophasé est le plus utilisé pour le grand public. Il utilise deux conducteurs : la phase et le neutre (généralement relié à la terre au dernier transformateur, comme le neutre du courant triphasé).

### Triphasé
Seuls les alternateurs polyphasés sont susceptibles de fournir une puissance élevée. C'est le courant triphasé qui est utilisé pour la fabrication industrielle de l'électricité. L’alimentation électrique triphasée utilise quatre câbles, un pour chacune des trois phases, et un câble pour le neutre. Chacun des trois câbles de phase est parcouru par un courant alternatif sinusoïdal déphasé de 2{\displaystyle \pi }/3 radians (120 degrés) par rapport aux deux autres câbles. Le neutre est généralement relié à la terre au départ, il n'est donc pas un câble de transport. À l'arrivée, il est simplement recréé par un couplage en étoile des enroulements triphasés secondaires du transformateur de distribution basse tension (230/400 volts). Ce neutre est de nouveau relié à une prise de terre aux endroits où cela est nécessaire.
Le courant de phase {\displaystyle J} est le courant traversant une phase d'un récepteur.
Le courant de ligne {\displaystyle I} est le courant traversant une ligne.
A, B et C sont le nom des trois lignes. N est le neutre dans le cas d'un raccordement étoile. Dans le cas d'un raccordement triangle, il n'y a pas de neutre.
Si le récepteur est raccordé en étoile (appelé aussi Y), {\displaystyle I_{\text{A}}=J_{\text{AN}}}.
Si le récepteur est raccordé en triangle (appelé aussi {\displaystyle \Delta }), {\displaystyle I_{\text{A}}={\sqrt {3}}J_{\text{AB}}e^{(-j{\frac {\pi }{6}})}}.

## Autres systèmes
Le XIXe siècle et le début du XXe siècle ont été prolifiques en types de courants alternatifs. On peut citer :
- Systèmes biphasé et diphasé.

Les systèmes biphasé et diphasé sont d'anciens systèmes de distribution de l'énergie dans certains pays. Le diphasé n'utilise que deux phases ; ce système est encore utilisé, mais il devient de plus en plus rare.
- Système quadriphasé (quatre ou cinq fils) : phases décalées de 90 degrés.

Les systèmes de fréquences ont aussi été variés. En France, on peut citer le 25 Hz dans le Sud-Ouest et le 42,5 Hz dans la région de Nice.